# Paris je t'aime d'amour
Clip vidéo
[vidéo] « Paris, je t'aime d'amour », sur YouTube
Paris je t'aime d'amour est une chanson interprétée par Maurice Chevalier en 1930.

## Développement et composition
La chanson a été écrite par Victor Schertzinger et Henri Bataille.

## Reprises
La chanson a été reprise, entre autres, par Franck Pourcel en 1975, Patrick Bruel en 2002 (sur son album Entre-deux...) et Ménilmontant en 2013.